# Columna de Vinogradski

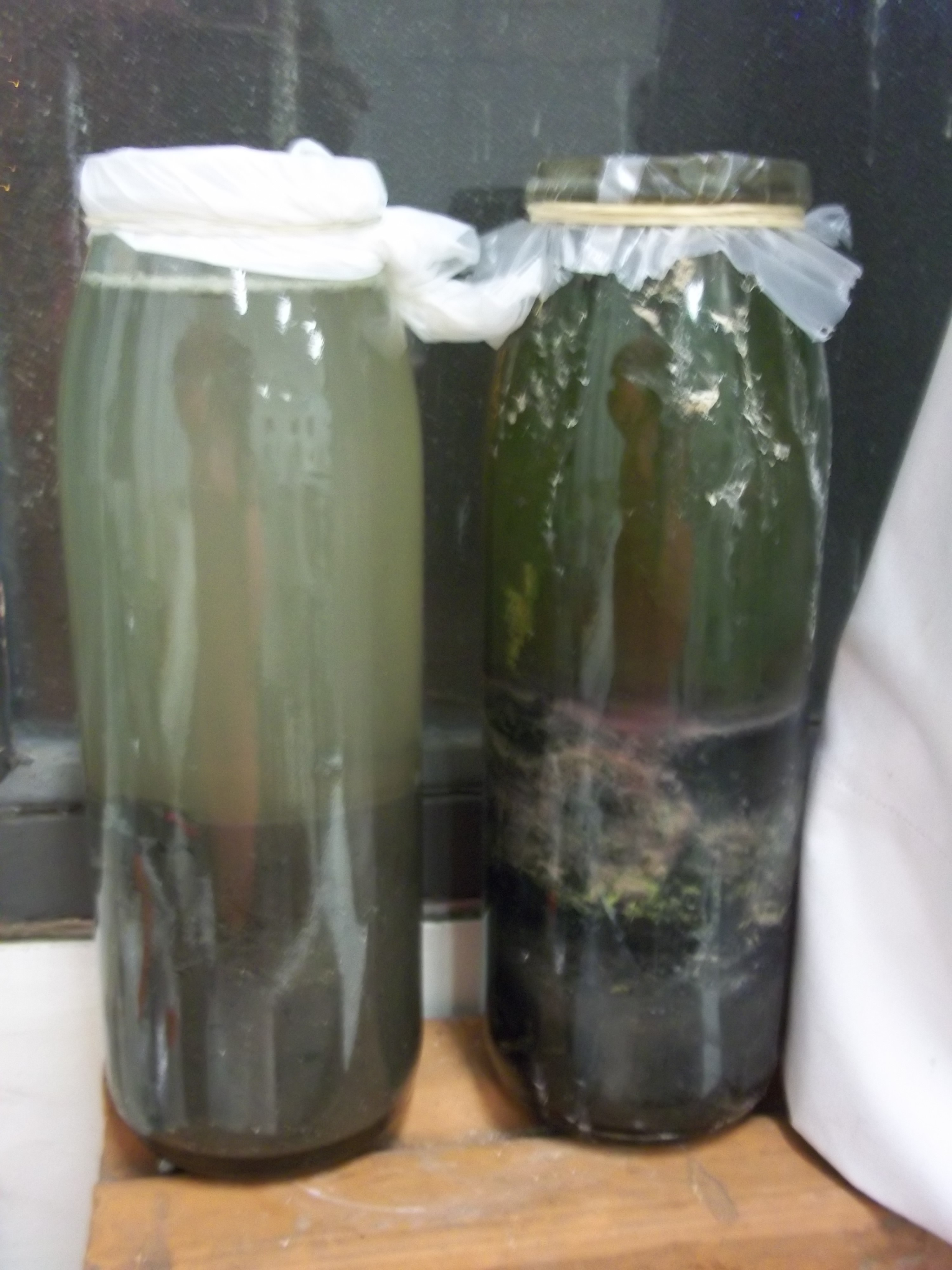

La columna de Vinogradsky (o Winogradsky) es un dispositivo simple que permite el cultivo de una gran diversidad de microorganismos y que, como su nombre indica, fue un invento de Serguéi Vinogradski.
El aparato consiste en una columna llena de agua y fango con una fuente de carbono orgánico (papel de periódico, serrín, carne...) y otra de azufre (típicamente sulfato de calcio). Incubando esta columna bajo luz solar durante meses, se forma un gradiente de oxígeno y otro de sulfuros, que determinan una amplia variedad de ambientes en las que se disponen diferentes especies de microorganismos (algas, cianobacterias, clostridium, Desulfovibrio, Chlorobium, etc.).

## Generalidades
Toda la vida sobre la Tierra podría clasificarse en función de las fuentes de carbono y energía de las que depende cada organismo: la energía puede obtenerse de reacciones luminosas (fotótrofos) o de oxidaciones químicas (a partir de compuestos orgánicos o inorgánicos); el carbono para la síntesis celular puede obtenerse del CO2 (autótrofos) o de compuestos orgánicos preformados (heterótrofos). Combinando estas categorías tendremos las cuatro estrategias básicas de los seres vivos, fotoautótrofos (plantas), quimioheterótrofos (animales, hongos), fotoheterótrofos y quimioautótrofos. Solo entre las bacterias se pueden encontrar estas cuatro estrategias básicas de la vida.

## Funcionamiento general
La columna de Winogradsky es una demostración clásica de cómo los microorganismos ocupan "microespacios" altamente específicos de acuerdo con sus tolerancias medioambientales y sus necesidades vitales (requerimientos de carbono y energía) y que, además, ilustra cómo diferentes microorganismos desarrollan sus ciclos, y la interdependencia que llega a existir entre ellos (las actividades de un microorganismo permite crecer a otro y viceversa). Esta columna es un sistema completo y autónomo de reciclado, mantenido solo por la energía de la luz.
La columna se enfoca sobre todo al ciclo del azufre, pero se podría desarrollar igualmente la reproducción de otros ciclos biogeoquímicos equivalentes para nitrógeno, carbono y otros elementos.
El montaje consta de un cilindro ancho de cristal que se llena con lodos ricos en materia orgánica hasta 1/3 de su volumen. Se añaden restos orgánicos de diferente origen (tiras de papel de periódico, serrín, restos de raíces de plantas, carne picada, etc). Se añade a la mezcla un suplemento compuesto de CaSO4 y CaCO3 (que actúan como fuente de sulfato y tampón respectivamente). La mezcla, bien apretada para que no queden burbujas de aire, se cubre con agua procedente de un lago, estanque, acequia (o alguna fuente similar), se cubre con papel de aluminio y se deja en una ventana donde reciba la luz del sol. A lo largo de la columna se desarrollan diversos organismos.

## Microorganismos implicados
En la zona inferior de lodos crecen organismos que desarrollan procesos fermentativos que producen alcohol y ácidos grasos como subproductos de su metabolismo. Estos productos de "desecho" son a su vez el sustrato para el desarrollo de bacterias reductoras de sulfato. Como resultado se liberan sulfuros que difunden a la zona superior oxigenada creando un gradiente en el que se desarrollan bacterias fotosintéticas que utilizan el azufre. Por encima de esta zona pueden desarrollarse las bacterias púrpura que no utilizan el azufre. Cianobacterias y algas crecen en la parte superior y liberan oxígeno que mantiene aerobia esta zona.
- Datos: Q1335288
- Multimedia: Winogradsky columns / Q1335288